# Bòrda deth Gotèr
La Bòrda deth Gotèr és una obra de Canejan (Vall d'Aran) inclosa a l'Inventari del Patrimoni Arquitectònic de Catalunya.

## Descripció
Borda de "tet de palha" fonamentada directament sobre la roca del vessant, més petita que les altres atès que es troba vora el nucli de la població. D'acord amb el model usual de la Bòrda deth Gòter integra l'estable en la planta baixa i el paller en el pis superior, amb entrades diferenciades que queden a peu pla. L'obra de peredat amb cantonades travades, suporta una "charpanta" coberta amb garbes de palla que en el vèrtex foren reforçades amb dues files "d'estertèrs" per banda. La façana principal s'orienta a ponent paral·lela a la "capièra" essent centrada per la porta de l'estable (1,60 x 0,80m). La porta que dona al paller se situa sota l'estructura graonada dels "penaus" orientada al nord(1,30 x 1m) amb un parell d'esglaons per facilitar-ne l'accés, i la particularitat d'una llinda força desenvolupada resolta atmbé amb fusta.A l'altra banda el "penalèr" clou amb un emposstissat de taulons de fusta